# Setnik pisarzy polskich
Scriptorum Polonicorum Hekatonias seu illustrium Poloniae scriptorum elogia et vitae – słownik biobibliograficzny  z biogramami części polskiej elity intelektualnej w XVII wieku. 

## Historia
Słownik bibliograficzny został wydany w 1625 we Frankfurcie roku przez Szymona Starowolskiego. W 1624 roku autor zainteresował swoim dziełem drukarza w Wenecji i wydał u niego w 1627 roku wyszło drugie, pomnożone wydanie „Hekatonas”. Wzorem dla Setnika było dzieło belgijskiego teologa i historyka Auberta Mireausa pt. „Elogia illustrum Belgiae scriptorum”. Do opracowania Setnika skłoniły Starowolskiego dwa główne motywy. Jednym z nich był zamiar przedstawienia najwybitniejszych jego zdaniem polskich pisarzy i uczonych z okresu dwóch stuleci (z przewagą tych z XVI w.) głównie wychowanków Akademii Krakowskiej. Drugim zaś motywem była jego ambicja i chęć pokazania obcym obrazu kulturalnego polski. Dlatego pisał po łacinie i wydawał najpierw w Niemczech potem we Włoszech.
Wiadomości czerpał autor przede wszystkim z archiwum Akademii Krakowskiej, ale wspomina też inne archiwa i zbiory. Skrótowe i niedokładne opisy wskazują na rejestry i inwentarze księgarskie. Setnik to przede wszystkim słownik biograficzny nawet nie tyle pisarzy co wybitych uczonych. Pojęciem pisarz obejmował wszystkich piszących i publikujących (zawiera zaledwie ośmiu poetów). Książka zawiera indeks pisarzy, w pierwszym wydaniu 172 nazwiska w układzie alfabetycznym imion. W indeksie znajdują się też nazwiska pisarzy o których tylko wspomina w życiorysach innych autorów lub na marginesach dzieła. W drugim wydaniu indeks zawiera 220 nazwisk. Dodana jest także strona z biogramem danego pisarza.
Poszczególne hasła składają się z dwóch elementów: krótkiego życiorysu oraz pochwalnego epigramatu napisanego specjalnie dla Setnika. Informacje bibliograficzne w pierwszym wydaniu wplecione były w tok relacji życiorysowej, w drugim większość życiorysów jest poprawiona i uzupełniona, zaś w 25 hasłach wymienia dzieła autorów w formie wykazu. Setnik zawiera kilkaset nazwisk autorów i kilka tysięcy tytułów dzieł przez nich napisanych. Zawiera także dzieła rękopiśmienne i czasem literaturę przedmiotową. Przez 150 lat był to jedyny tego typu informator bibliograficzny o dawnej kulturze i literaturze polskiej.

## Przekład na język polski
Na podstawie drugiego wydania przekładu z łaciny dokonał Jerzy Starnawski i z jego komentarzem pt. „Setnik pisarzów polskich, albo pochwały i żywoty stu najznakomitszych pisarzów polskich” publikacja została wydana w 1970 roku przez Wydawnictwo Literackie. 